# Paradiaptomus excellens
Paradiaptomus excellens là một loài giáp xác trong họ Diaptomidae. Nó là loài đặc hữu của Nam Phi.